# Stanfieldiella
Stanfieldiella es un género de plantas con flores con cuatro especies, de la familia Commelinaceae.
Es originario de África tropical.

## Taxonomía
El género fue descrito por John Patrick Micklethwait Brenan y publicado en Kew Bulletin 14: 283. 1960. La especie tipo es: Stanfieldiella imperforata (C.B.Clarke) Brenan

## Especies aceptadas
A continuación se brinda un listado de las especies del género Stanfieldiella aceptadas hasta noviembre de 2013, ordenadas alfabéticamente. Para cada una se indica el nombre binomial seguido del autor, abreviado según las convenciones y usos.
- Stanfieldiella axillaris J.K.Morton
- Stanfieldiella brachycarpa (Gilg & Lederm. ex Mildbr.) Brenan
- Stanfieldiella imperforata (C.B.Clarke) Brenan
- Stanfieldiella oligantha (Mildbr.) Brenan